# Alfred Février
Édouard Alfred Février (Sombreffe, 26 augustus 1837 - aldaar, 9 oktober 1910) was een Belgisch notaris en senator.

## Biografie

### Familie
Alfred Février was een kleinzoon van notaris Felix Février (1773-1855) en een zoon van notaris Grégoire Février (1807-1876) en Marie-Thérèse Squilbeek (1817-1886). Zijn vader was burgemeester van Sombreffe en provincieraadslid van Namen. Hij was een broer van Félix Février, notaris, schepen van Florennes en senator.
Hij trouwde in 1864 in Floreffe met Adolphine Stalon. Ze kregen twee zoons en twee dochters. Hun kleindochter Marguerite Malevez (1899-1964) trouwde met Paul-Henri Spaak.

### Loopbaan
Na studies aan de Université libre de Bruxelles, die hij beëindigde als kandidaat-notaris (1858), werd hij in opvolging van zijn vader in 1874 tot notaris benoemd in Sombreffe.
In 1894 werd hij verkozen tot liberaal senator voor het arrondissement Namen-Dinant-Philippeville en vervulde dit mandaat tot aan zijn dood.